# Атфих
Атфи́х — город в Арабской республике Египет, в Верхнем Египте, на правом берегу Нила. Центр района в провинции Гиза. Население 106,3 тысяч жителей (2001).
Современное арабское название города происходит от коптского Петпех (копт. ⲡⲉⲧⲡⲏϩ) "глава скота", эпитета богини Хатхор.
Известен во времена греческого правления как Афродитополь, центр 22 нома. Город процветал во времена мамлюков, однако во времена правления Мухаммеда Али стал терять свою значимость одновременно с ростом Гизы.
В Атфихе обнаружен ряд памятников Древнего Египта, включая некрополь животных, греко-римские могилы и скульптуры коров в огромных известняковых захоронениях.